# شهنیا
شَهنیا، روستایی است از توابع بخش بردخون در شهرستان دیر استان بوشهر ایران. این روستا از ضمایم دهستان آبکش می‌باشد.

## موقعیت
شهنیاء بزرگترین روستای بخش بردخون در جنوب غرب استان بوشهر (کیلومتر ۶۰ جاده ساحلی دیر-بوشهر) و در ۵ کیلومتری شمال شهر بردخون (مرکز بخش) قرار دارد و روستایی با عرض حدود یک کیلومتر و طول چهارونیم کیلومتر است. مسیر آن تا خلیج فارس، حدود ۲۰ کیلومتر است و رود مُند در فاصله ۳ کیلومتری شمال-شمال شرق آن می‌گذرد. شغل غالب ساکنین آن کشاورزی و محصول عمده گوجه فرنگی در فصل زمستان و بهار می‌باشد. این روستا از شمال شرق به روستای «مـُغدان» و از جانب جنوب نیز پس از پشت سرگذاشتن زمینهای کشاورزی، به «شهر بُردخون» می‌رسد.

## جمعیت
بر اساس آمار سرشماری رسمی در سال ۱۳۹۰ جمعیت روستا ۱۸۱۶نفر (۴۶۴خانوار) می‌باشد و در سال ۱۳۸۵ جمعیت آن ۱۳۳۰نفر (۲۷۶خانوار) بوده است.
در فصل کشاورزی زمستان به دلیل مهاجرت عده زیادی از شهرستانها و استانهای همجوار جهت کار در زمینهای کشاورزی جمعیت این روستا تقریباً به دو برابر می‌رسد.